# Tribù urbana (album)
Tribù urbana è il quarto album in studio del cantautore italo-albanese Ermal Meta, pubblicato il 12 marzo 2021 dalla Mescal.

## Descrizione
Si tratta del disco più sperimentale dell'artista, il quale ha dichiarato che non appartiene a nessun genere preciso, sebbene risulti tipicamente pop con maggiori influenze rock ed elettroniche rispetto agli album precedenti. Il titolo (scelto una volta concluso il disco) è stato scelto perché, secondo il cantautore, gli esseri umani tendono in qualunque caso a formare una tribù.
Tra gli undici brani in esso presenti vi è anche Un milione di cose da dirti, presentato al Festival di Sanremo 2021 e classificatosi terzo nella serata conclusiva.

## Accoglienza
| Recensione       | Giudizio |
| ---------------- | -------- |
| All Music Italia | 6/10     |
| Ondarock         | 6,5/10   |
| Rockol           | 7/10     |

Il disco è stato positivamente accolto dalla critica specializzata. Secondo Paola Gallo di OndeFunky, il disco evidenzia «l'altissimo livello di scrittura» dell'autore, «sia quando dà voce ai sentimenti, e la sanremese Un milione di cose da dirti ne è l'esempio lampante, sia quando racconta il mondo attraverso storie di vita sorrette da  suoni e parole che diventano i colori distintivi di questo nuovo progetto. È un po' come se Meta riuscisse ad intercettare uno per uno gli sguardi di chi incontra nei suoi giorni», risultando «uno dei dischi migliori di Ermal Meta».

## Tracce
1. Uno – 3:38 (testo: Andrea Bonomo, Ermal Meta – musica: Simone Bertolotti, Andrea Bonomo, Ermal Meta)
2. Stelle cadenti – 3:35 (Ermal Meta, Andrea Bonomo)
3. Un milione di cose da dirti – 3:32 (testo: Ermal Meta – musica: Ermal Meta, Roberto Cardelli)
4. Il destino universale – 3:58 (Ermal Meta)
5. Nina e Sara – 4:26 (testo: Ermal Meta – musica: Cristian Milani, Michele Clivati, Ermal Meta)
6. No Satisfaction – 2:54 (testo: Ermal Meta – musica: Ermal Meta, Roberto Cardelli)
7. Non bastano le mani – 3:30 (Ermal Meta)
8. Un altro sole – 4:08 (testo: Ermal Meta, Simone Pavia – musica: Ermal Meta, Simone Pavia, Roberto Cardelli)
9. Gli invisibili – 3:30 (testo: Ermal Meta – musica: Ermal Meta, Simone Pavia)
10. Vita da fenomeni – 3:05 (Simone Pavia, Ermal Meta)
11. Un po' di pace – 4:20 (testo: Ermal Meta, Francesco De Maria – musica: Roberto William Guglielmi)

## Formazione
Musicisti
- Ermal Meta – voce, arrangiamento (tracce 1-4, 6-10), chitarra acustica ed elettrica (tracce 1 e 3), cori (tracce 1, 2, 4-6, 8, 9 e 11), strumenti ad arco (tracce 3, 7 e 9), sintetizzatore (tracce 3, 4, 6, 7, 9 e 10), pianoforte (tracce 7, 9 e 11), tastiera e vocoder (traccia 10)
- Simone Bertolotti – arrangiamento, tastiera e programmazione (tracce 1 e 2), pianoforte (traccia 1), organo Hammond (traccia 2)
- Andrea Bonomo – arrangiamento, chitarra elettrica e programmazione (tracce 1 e 2), cori (traccia 1)
- Emiliano Bassi – batteria (tracce 1-4, 7-10)
- Andrea Torresani – basso (tracce 1 e 2)
- Coro dipartimento Pop/Rock del Conservatorio Giuseppe Verdi di Milano – cori (traccia 1)
- Simone Pavia – chitarra elettrica (tracce 2 e 8), arrangiamento (tracce 4, 9 e 10), basso (tracce 4, 6-10), chitarra (tracce 4, 6, 9 e 10), cori (tracce 4 e 9), chitarra acustica (traccia 8), sintetizzatore (traccia 10)
- Valeriano Chiaravalle – pianoforte (traccia 3)
- Berardino Rubini – basso (traccia 3)
- Roberto Cardelli – organo Hammond (traccia 3), arrangiamento (tracce 4, 6 e 8), pianoforte, wurlitzer e cori (traccia 4), programmazione della batteria (traccia 6), sintetizzatore e tastiera (traccia 8)
- Giordano Colombo – tastiera aggiuntiva (traccia 3)
- Pierfrancesco Cordio – cori (traccia 4)
- Cristian Milani – batteria, chitarra elettrica, sintetizzatore e programmazione (traccia 5), programmazione della batteria (traccia 6), programmazione ritmica (traccia 9)
- Michele Clivati – basso, chitarra elettrica, pianoforte e programmazione (traccia 5)
- Valerio Bifulco – cori (traccia 9)
- Roberto William Guglielmi – arrangiamento, programmazione, sintetizzatore e pianoforte (traccia 11)

Produzione
- Simone Bertolotti – produzione artistica (tracce 1 e 2), registrazione (tracce 1, 2 e 9)
- Andrea Bonomo – produzione artistica (tracce 1 e 2)
- Ermal Meta – produzione artistica (tracce 1 e 2), produzione e registrazione (tracce 3, 4, 6-11)
- Cristian Milani – missaggio, registrazione del coro (traccia 1), produzione (traccia 3), registrazione (tracce 3-5, 7, 8, 10), produzione artistica (traccia 5)
- Mattia Bonvini – assistenza tecnica (tracce 1, 2)
- Andrea Immovilli – assistenza tecnica (tracce 1, 2)
- Carlo Giardina – registrazione (tracce 3, 4, 7, 8, 10)
- Michele Clivati – produzione artistica (traccia 5)
- Antonio Baglio – mastering

## Classifiche
| Classifica (2021) | Posizione massima |
| ----------------- | ----------------- |
| Italia            | 1                 |
| Svizzera          | 40                |